# MAXtv
MAXtv je IPTV usluga digitalne televizije, tvrtke Hrvatski telekom, hrvatskog pružatelja telefonskih, internetskih i usluga televizije. Pokrenuta 21. rujna 2006. godine te postaje prva IPTV platforma u Hrvatskoj koja je omogućila korisnicima gledanje televizijskih programa putem interneta. 

## Povijest
U početku je nudila više od 50 domaćih i stranih televizijskih kanala, a s vremenom je usluga proširena brojnim dodatnim funkcijama poput video na zahtjev (VoD), snimalice i mogućnosti pregleda programa unazad.
MAXtv je kasnije nadopunjen satelitskom verzijom. MAXtv Sat, pokrenutom u prosincu 2010. godine, što je omogućilo dostupnost usluge i u ruralnim i slabije pokrivenim dijelovima Hrvatske. 

## Usluga na prijenosnim uređajima
Hrvatski Telekom pokrenuo je aplikaciju MAXtv To Go 2011. godine, omogućivši korisnicima gledanje televizijskih programa na mobilnim uređajima putem interneta. Aplikacija je postala popularna među korisnicima koji su željeli pristupiti televizijskom sadržaju u pokretu.
Međutim, u kolovozu 2024. godine, MAXtv To Go je ugašen kako bi se napravilo mjesta za novu, napredniju aplikaciju pod nazivom MAXtv. Ona je danas dostupna za korisnike Android mobilnih uređaja i tableta s minimalnom verzijom Android operativnog sustava 7.1. Također je podržana na Android TV uređajima s istom minimalnom verzijom operativnog sustava. Za pametne televizore, podržani su Samsung Tizen TV uređaji s Tizen OS-om 3.0, koji su proizvedeni 2019. godine ili kasnije te LG WebOS TV uređaji s WebOS TV 3.x verzijom, uz minimalnu rezoluciju ekrana od 1920x1080 (Full HD). Korisnici Apple uređaja također mogu koristiti novu aplikaciju na iOS mobilnim uređajima i tabletima s minimalnom verzijom iOS-a 13.0, dok je na Apple TV uređajima potrebna minimalna verzija tvOS-a 14. Aplikacija je dostupna i putem web preglednika na operativnim sustavima macOS (minimalna verzija 10.13) i Windows 10, a podržava preglednike poput Chromea, Edgea, Firefoxa i Safarija putem web stranice mojmaxtv.hrvatskitelekom.hr. 

## Vanjske poveznice
- Službena web stranica usluge MAXtv
- Službena web stranica Hrvatskog Telekoma